# Zinner Nándor
Zinner Nándor (Királyhelmec, 1893. október 1. – Budapest, Józsefváros, 1957. június 28.) orvos, egyetemi tanár, az orvostudományok kandidátusa (1952).

## Élete
Zinner Géza (1861–1923) nagykereskedő és Blum Etelka (1871–1934) gyermekeként született zsidó családban. A Jászóvári Premontrei Kanonokok Kassai Főgimnáziumában érettségizett. Tanulmányait a Budapesti Tudományegyetemen folytatta, ahol 1917-ben szerezte meg orvosi oklevelét. Az első világháború idején tanulmányai mellett a Szent János Kórház napidíjas orvosa volt, ahol a sebészeti osztályon Manninger Vilmostól, a gyermeksebészeti osztályon Horváth Mihály professzortól tanulhatott. 1919-ben a Révész utcai Rokkant Gyógyintézet ortopédiai osztályára került. 1922-ben kinevezték a Nyomorék Gyermekek Országos Otthonának főorvosává, s ugyanitt 1929-től igazgató főorvos volt. 1933-ig ellátta a Pesti Izraelita Hitközség kórházának ortopédiai rendelésének vezetését is. A külföldi tanulmányútjai során megfordult Nyugat-Európa több országában és a tengerentúlon is. 1948. október 26-án a budapesti Orvostudományi Kar meghívta a felállítandó Orthopaediai Klinika élére, majd a következő évben megbízást kapott a vallás és közoktatási minisztertől a klinika megszervezésére és nyilvános rendes tanári címet kapott. A megnyitásra 1951. március 1-jén került sor az átalakított állami Helyreállító Sebészeti Kórház Karolina úti épületében. 1952-ben kandidátusi fokozatot szerzett. Még ez év augusztusában – mialatt szabadságát töltötte – koncepciós fegyelmi eljárást követően eltávolították beosztásából, a klinika vezetését ideiglenesen Glauber Andor adjunktusra bízták. Később az ORFI-ba került, ahol tovább dolgozhatott. 1956 januárjában négy másik professzortársával együtt rehabilitálták, és visszatérhetett a klinika élére. Halálát hashártyagyulladás okozta.
Tagja volt az Orvosok Lapja és az Orvosi Hetilap szerkesztőbizottságának. Műtéttannal, műanyagok protetikájával foglalkozott.
Házastársa Fónagy Etel (1896–1968)  volt, Fónagy Zsigmond építész és Halasi Cecília (Matild) lánya, akit 1920. augusztus 5-én Budapesten vett nőül. Lánya Zinner Anikó, veje Ács Gábor.
A Farkasréti temetőben nyugszik (30/3-1-52).

## Művei
- A gyermekbénulás sebészi kezelése (Budapest, 1924)
- A nyomorékság megelőzése (Budapest, 1925)
- Kétoldali hajlításos térdankylosis correctiója (Budapest, 1927)
- Az amerikai út tapasztalatairól (Budapest, 1948)
- Orthopaediai jegyzetek (Budapest, 1951)

## Díjai, elismerései
- Kiváló orvos (1956)

## Emlékezete
- Zinner Nándor-pályadíj